# Forni Avoltri
Forni Avoltri é uma comuna italiana da região do Friul-Veneza Júlia, província de Údine, com cerca de 692 habitantes. Estende-se por uma área de 80,7 km², tendo uma densidade populacional de 9 hab/km². Faz fronteira com Paluzza, Prato Carnico, Rigolato, Santo Stefano di Cadore (BL), Sappada (BL) e Lesachtal (Áustria).

## Demografia
| Variação demográfica do município entre 1861 e 2011                               |
|                                                                                   |
| Fonte: Istituto Nazionale di Statistica (ISTAT) - Elaboração gráfica da Wikipedia |